# Voie Léonie-Kastner
Pour les articles homonymes, voir Léonie.
La voie Léonie-Kastner est un passage du quartier de Plaisance du 14e arrondissement de Paris.

## Situation et accès
La voie fait le lien piéton entre la rue Didot et l'allée Henry-Dunant.

## Origine du nom

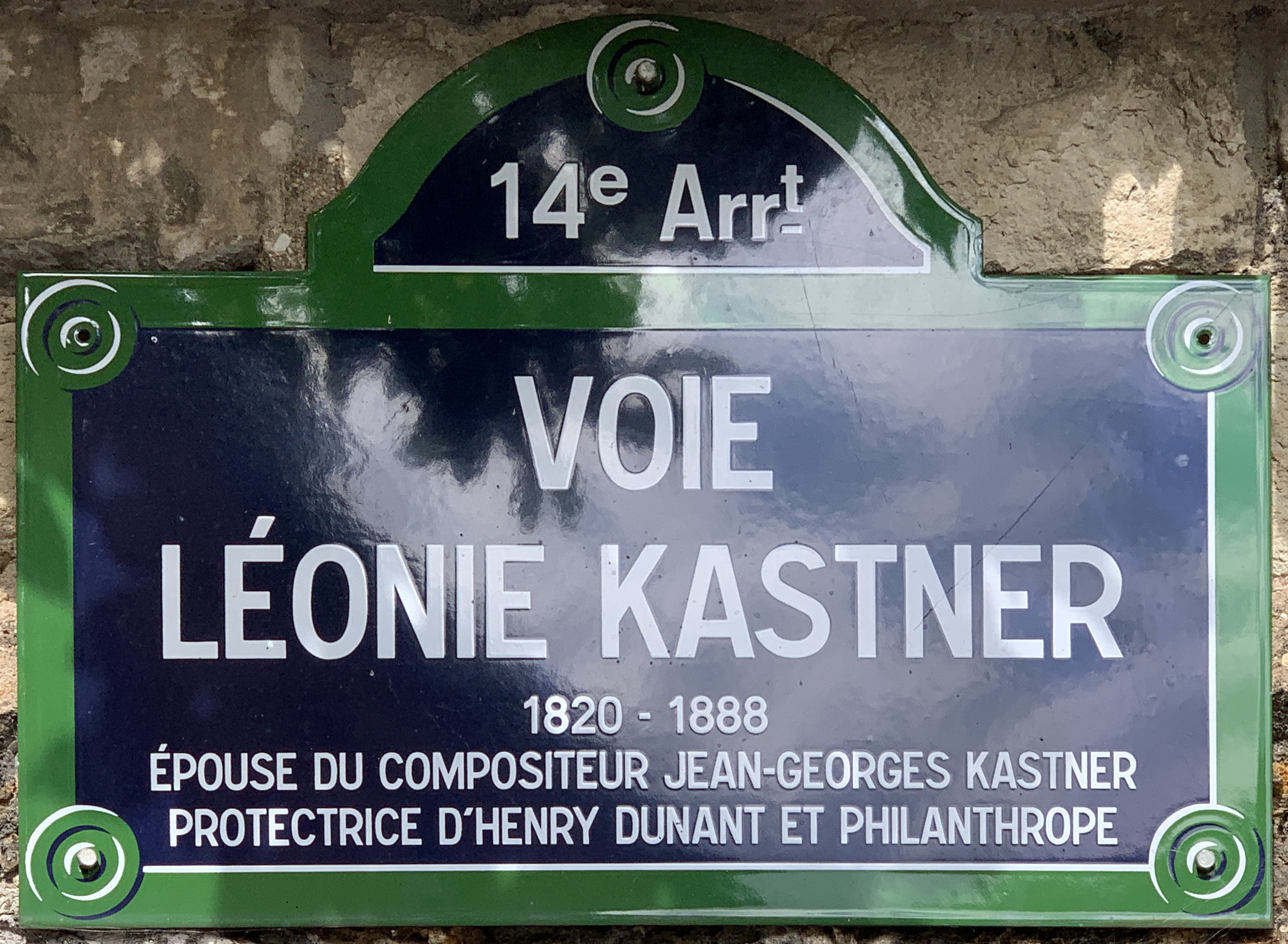
Plaque de la voie.

Elle porte le nom de Léonie Kastner-Boursault (1820-1888), en raison de la présence de l'allée Henry-Dunant et du siège de la Croix-Rouge française.

## Historique
Cette voie porte officiellement son nom depuis 2007. 